# دوري البطولة الإنجليزية 2022–23
دوري البطولة الإنجليزية لكرة القدم 2022-23 (وتعرف ايضاً باسم بطولة سكاي بيت لأسباب الرعاية) هي الموسم السابع دوري البطولة الإنجليزية تحت عنوانها الحالي والموسم الحادي والثلاثين بموجب تنسيق دوريها الحالي.
بدأ الموسم في 29 يوليو 2022 وانتهى في 8 مايو 2023. بسبب كأس العالم 2022 في قطر، حصلت البطولة على استراحة لمدة 4 أسابيع في منتصف الموسم أثناء البطولة.  بدأت فترة التوقف في منتصف نوفمبر، وأقيمت الجولة الأولى من المباريات بعد كأس العالم في 10 ديسمبر.